# Mutrécy
Mutrécy is een gemeente in het Franse departement Calvados (regio Normandië) en telt 266 inwoners (1999). De plaats maakt deel uit van het arrondissement Caen.

## Geografie
De oppervlakte van Mutrécy bedraagt 6,6 km², de bevolkingsdichtheid is 40,3 inwoners per km².

## Verkeer en vervoer
In de gemeente ligt het gesloten spoorwegstation Mutrécy.
De onderstaande kaart toont de ligging van Mutrécy met de belangrijkste infrastructuur en aangrenzende gemeenten.

## Demografie
Onderstaande figuur toont het verloop van het inwonertal (bron: INSEE-tellingen).
Vanwege een beveiligingsprobleem met de MediaWiki Graph-software is het momenteel niet mogelijk deze grafiek weer te geven. Zodra de software is bijgewerkt zal de grafiek vanzelf weer zichtbaar worden.
1. ↑  Populations de référence 2022.